# Global Civilization Initiative
Die Global Civilization Initiative (GCI) ist eine 2023 von Xi Jinping vorgestellte diplomatische Initiative der Volksrepublik China. Sie ergänzt die Global Security Initiative (GSI) sowie die Global Development Initiative (GDI) und dient dem Aufbau einer multipolaren Weltordnung.

## Konzept
Im März 2023 stellte Chinas Präsident und "überragender Führer" Xi Jinping die Initiative bei einer Rede in Peking vor, welche maßgeblich auf seinem außenpolitischen Denken beruht. Xi betonte in seiner Rede, dass "Länder die Grundsätze der Gleichheit, des gegenseitigen Lernens, des Dialogs und der Einbeziehung aller Zivilisationen hochhalten und dafür sorgen müssen, dass kultureller Austausch über Entfremdung, gegenseitiges Lernen über Konfrontation und gegenseitige Einbeziehung über jegliches Gefühl der Überlegenheit hinausgeht". Dabei sollten Länder nicht versuchen, anderen ihre Werte und Gesellschaftsmodelle aufzuzwingen, sondern stattdessen die Souveränität jedes Staates zu respektieren und ihm einen eigenständigen Weg zur Modernisierung zuzugestehen, der nationale Besonderheiten berücksichtigt. Statt den universalen Werten des Westens müssten dabei die "gemeinsamen Werte der Menschheit" als Leitlinie in der internationalen Politik fungieren.
Als Schritte zur Umsetzung seiner Initiative begann China Jugendaustauschprogramme auszubauen und den Staatsbürgern einer Reihe von Ländern die visafreie Einreise zu gewähren. Dazu zählten neben Thailand, den Malediven und den Vereinigten Arabischen Emiraten auch westliche Staaten wie Frankreich, Deutschland und Italien.

## Rezeption
Westliche Denkfabriken wie der Atlantic Council interpretierten die Initiative als einen Versuch, die von den westlichen Staaten propagierten "universalen Werte" wie Demokratie und Menschenrechte durch absolute nationale Souveränität und "traditionelle Werte" zu ersetzten. Die Heritage Foundation sah eine Positionierung Chinas in einem globalen "Kulturkrieg", bei dem Initiativen wie die GCI dazu dienen sollen, den globalen Süden zu gewinnen und eine eigene "kulturelle Hegemonie" gegenüber einem von der chinesischen Führung als dekadent angesehenen Westen zu erreichen. Ein Meinungsartikel in der Zeitschrift The Diplomat bemerkte, dass die von Xi verkündete Ablehnung von aggressiven Hegemonialstreben nicht zur Politik Chinas gegenüber seinen Nachbarstaaten im Südchinesischen Meer passe, ebenso wenig wie die Verfolgung und Umerziehung der Uiguren zum beteuerten "Respekt für kulturelle Vielfalt".
Chinesische Staatsmedien reagierten mit dem zu erwartenden Enthusiasmus auf die Initiative. So widmete die Global Times ihr in Anspielung auf Xi Jinpings Familiennamen eine eigene "Xivilization"-Serie an Artikeln. In einigen Schwellenländern wurde die Initiative positiv aufgenommen. Das pakistanische Institute of Strategic Studies Islamabad bezeichnete sie als "eine wichtige Idee, um die Zukunft für eine bessere Welt zu gestalten".